# Deutscher Kulturrat
Der Deutsche Kulturrat e. V. ist eine Arbeitsgemeinschaft der deutschen Kulturverbände und hat seinen Sitz in Berlin.
Er versteht sich als Ansprechpartner der Politik und Verwaltung des Bundes, der Länder und der Europäischen Union in allen die einzelnen Sparten des Deutschen Kulturrates e. V. übergreifenden kulturpolitischen Angelegenheiten. Zweck ist es, bundesweit spartenübergreifende Fragen in die kulturpolitische Diskussion auf allen Ebenen einzubringen.

## Geschichte
Die Vereinigung wurde 1982 als politisch unabhängige Arbeitsgemeinschaft kultur- und medienpolitischer Organisationen und Institutionen von bundesweiter Bedeutung gegründet. 1995 wurde die Arbeitsgemeinschaft in die feste und handlungsfähigere Struktur eines gemeinnützigen Vereins überführt. Schon im Jahr 1981 wurde formuliert, der Deutsche Kulturrat solle ein „Dachverband der Dachverbände“ werden. Zwei Jahrzehnte später wurde er der anerkannte Spitzenverband der Bundeskulturverbände.
284 Bundeskulturverbände und Organisationen haben sich in neun Sektionen dem Deutschen Kulturrat angeschlossen.
Von 1992 von 2019 verlieh der Deutsche Kulturrat den Kulturgroschen. Der Preis würdigt Personen, die sich durch herausragende spartenübergreifende längerfristige kulturpolitische Leistungen hervorgetan haben. Seit 2021 vergibt der Deutsche Kulturrat jährlich den Deutschen Kulturpolitikpreis, der aus dem Kulturgroschen hervorgegangen ist.
Seit 2002 erscheint die Zeitung des Deutschen Kulturrates, Politik & Kultur, herausgegeben von Olaf Zimmermann und Theo Geißler, zur Information der Öffentlichkeit zu Themen der Kulturpolitik. Von 2012 bis 2019 veröffentlichte der Verband die Rote Liste Kultur, um auf diese Weise auf bedrohte oder bereits geschlossene Kultureinrichtungen wie etwa Theater, Museen, Initiativen, Vereine, Programme oder Filmhäuser öffentlich aufmerksam zu machen. In Analogie etwa zur Roten Liste gefährdeter Arten oder der Liste des gefährdeten Welterbes der UNESCO soll so stets aktuell auf den schleichenden Abbau aufmerksam gemacht werden. Sie wurde bis zum April 2018 in der hauseigenen Zeitschrift Politik & Kultur publiziert. Während der Corona-Pandemie führte der Kulturrat eine Neuauflage der Liste als Rote Liste 2.0, in die eine Auswahl von Kultureinrichtungen aufgenommen wurden, die durch Schließungen und Veranstaltungsausfällen bedroht waren. Die Rote Liste wird auf der Webseite des Deutschen Kulturrates weitergeführt.
Im Jahr 2016 gründeten, auf Initiative des Deutschen Kulturrates, das Bundesministerium des Innern, für Bau und Heimat, das Bundesministerium für Arbeit und Soziales, Die Beauftragte der Bundesregierung für Kultur und Medien, Die Beauftragte der Bundesregierung für Migration, Flüchtlinge und Integration und der Deutsche Kulturrat die Initiative kulturelle Integration. Ihr schlossen sich Vertreter aus der Zivilgesellschaft, der Sozialpartner, der Kirchen und Religionsgemeinschaften, der Medien, der Länder und der Kommunen an, um gemeinsam zu diskutieren, welchen Beitrag Kultur zu Integration leisten kann.
2017 hat der Deutsche Kulturrat das Projektbüro „Frauen in Kultur & Medien“ ins Leben gerufen. Seine Initiierung geht auf die gleichnamige, von der Beauftragten der Bundesregierung für Kultur und Medien geförderte Studie des Deutschen Kulturrates zurück, die auf knapp 500 Seiten darlegt, dass von einer Geschlechtergerechtigkeit im Kultur- und Medienbereich noch nicht gesprochen werden kann. Das Projektbüro zielt darauf ab, den Diskurs zur Geschlechtergerechtigkeit zu unterstützen und mit der Umsetzung konkreter Maßnahmen zu unterlegen. Die Studie wird kontinuierlich weitergeführt und in der aktualisierten Version veröffentlicht.
Das Projektbüro „Nachhaltigkeit & Kultur“ wurde im September 2018 mit Unterstützung des Rates für Nachhaltige Entwicklung in Kooperation mit dem Bund für Umwelt und Naturschutz Deutschland (BUND) ins Leben gerufen. Ziel der auf zwei Jahre angelegten Kampagne war es, eine Brücke zwischen dem Nachhaltigkeitsdiskurs des Natur- und Umweltbereiches und kulturpolitischen Debatten zu schlagen.
Der Deutsche Kulturrat engagiert sich in vielen Institutionen und Initiativen auf Bundesebene und bringt hier kulturpolitische Themen ein.

## Struktur
Der Verein wird getragen durch neun nach fachlichen Gesichtspunkten gegliederte Sektionen, welche sich wiederum aus insgesamt 284 Bundesverbänden zusammensetzen:

- Deutsche Literaturkonferenz
- Deutscher Designtag
- Deutscher Fotorat[10]
- Deutscher Kunstrat
- Deutscher Medienrat – Film, Rundfunk und audiovisuelle Medien
- Deutscher Musikrat
- Rat für Baukultur und Denkmalkultur
- Rat für darstellende Kunst und Tanz
- Rat für Soziokultur und kulturelle Bildung

Jede dieser neun selbstständigen Sektionen ist im Sprecherrat und in der Mitgliederversammlung des Deutschen Kulturrates e. V., dem jährlich tagenden Plenum, vertreten. Aus dem Kreis des Sprecherrates wird für eine Amtszeit von drei Jahren der dreiköpfige Vorstand des Sprecherrates, bestehend aus einem Präsidenten und zwei Vizepräsidenten, gewählt. Von 2001 bis 2013 war Max Fuchs der Vorsitzende des Sprecherrates. Vom 12. März 2013 bis zum 20. März 2019 amtierte Christian Höppner als ehrenamtlicher Präsident. Vom 20. März 2019 bis 23. März 2022 hatte Susanne Keuchel die ehrenamtliche Präsidentschaft inne. Vizepräsidenten waren Ulrike Liedtke (Deutscher Musikrat) und Boris Kochan (Deutscher Designtag). Am 23. März 2022 wählte der Sprecherrat erneut Christian Höppner zum Präsidenten. Zu Vizepräsidenten wurden Dagmar Schmidt (Deutscher Kunstrat) und mit seiner zweiten Amtsperiode Boris Kochan gewählt. Am 18. März 2025 wurde für die Amtszeit 2025 bis 2028 der Präsident Christian Höppner und Dagmar Schmidt als Vizepräsident in wiedergewählt. Als weiterer Vizepräsident wurde in der Nachfolge von Boris Kochan der Archäologe Manfred Nawroth (Rat für Baukultur und Denkmalkultur) gewählt.
Geschäftsführer ist seit 1997 Olaf Zimmermann.

## Publikationen
Mit seinen Publikationen stellt der Deutsche Kulturrat Inhalte und Schwerpunkte der eigenen Arbeit vor. Die erschienenen Publikationen des Deutschen Kulturrates liefern essentielle Grundlagen, weiterführende Informationen und kreative Anregungen für die Theorie und Praxis der Kulturpolitik.
Politik & Kultur
Zur Information der Öffentlichkeit erschien bis 2018 sechsmal im Jahr und erscheint seit 2019 zehnmal im Jahr die Zeitung Politik & Kultur in einer Printausgabe und in einer Onlineausgabe. Die Zeitung des Deutschen Kulturrates wird herausgegeben von Olaf Zimmermann und Theo Geißler. Sie berichtet über kulturpolitische Fragestellungen und widmet zusätzlich in jeder Ausgabe einem aktuellen Thema einen Schwerpunkt. Politik & Kultur liegen in unregelmäßigen Abständen Dossiers und Beilagen bei, die sich umfassend mit einem Thema auseinandersetzen.
- Olaf Zimmermann und Theo Geißler (Hrsg.): Dokumente, Bilder, Filme. Das Bundesarchiv (Dossier. Beilage zu Politik & Kultur). Conbrio, Regensburg 2025, ISBN 978-3-947308-66-8.
- Olaf Zimmermann und Theo Geißler (Hrsg.): On the Road. 20 Jahre Kulturstiftung des Bundes (Dossier von Politik & Kultur). Berlin 2022, ISBN 978-3-947308-50-7.

Bücher
- Olaf Zimmermann und Theo Geißler (Hrsg.): Kunstfreiheit – Zehn Jahre Debatten in Politik & Kultur (Aus Politik & Kultur Band 19). Deutscher Kulturrat, Berlin 2024, ISBN 978-3-947308-64-4.
- Olaf Zimmermann: Mein kulturpolitisches Pflichtenheft. Deutscher Kulturrat, Berlin 2023, ISBN 978-3-947308-38-5.
- Olaf Zimmermann und Hubert Weiger (Hrsg.): Ohne Kultur keine Nachhaltigkeit: Wie der Kultur- und Naturbereich gemeinsam die UN-Nachhaltigkeitsziele voranbringen können. Mit einem Vorwort von Claudia Roth. Deutscher Kulturrat, Berlin 2023, ISBN 978-3-947308-40-8.
- Gabriele Schulz und Olaf Zimmermann: Baustelle Geschlechtergerechtigkeit. Datenreport zur wirtschaftlichen und sozialen Lage im Arbeitsmarkt Kultur. Deutscher Kulturrat, Berlin 2023, ISBN 978-3-947308-36-1.
- Olaf Zimmermann, Theo Geißler (Hrsg.): Die Corona-Chroniken Teil 1 – Corona vs. Kultur in Deutschland (Aus Politik & Kultur). Berlin 2021, ISBN 978-3-947308-32-3
- Olaf Zimmermann, Johannes Ebert: AKBP – Auswärtige Kultur- und Bildungspolitik. Berlin 2020, ISBN 978-3-947308-28-6
- Olaf Zimmermann, Felix Falk: Handbuch Gameskultur. Deutscher Kulturrat. Berlin 2020, ISBN 978-3-947308-22-4
- Gabriele Schulz, Olaf Zimmermann: Frauen und Männer im Kulturmarkt: Bericht zur wirtschaftlichen und sozialen Lage. Berlin 2020, ISBN 978-3-947308-20-0
- Olaf Zimmermann, Theo Geißler (Hrsg.): Kolonialismus-Debatte: Bestandsaufnahme und Konsequenzen (Aus Politik & Kultur). Deutscher Kulturrat, Berlin 2019, ISBN 978-3-947308-18-7
- Olaf Zimmermann, Theo Geißler (Hrsg.): Wertedebatte: Von Leitkultur bis kulturelle Integration. Deutscher Kulturrat, Berlin 2018, ISBN 978-3-947308-06-4.
- Olaf Zimmermann, Theo Geißler (Hrsg.): Die dritte Säule: Auswärtige Kultur- und Bildungspolitik (Aus Politik & Kultur). Deutscher Kulturrat, Berlin 2018, ISBN 978-3-947308-08-8.
- Olaf Zimmermann (Hrsg.): Wachgeküsst: 20 Jahre neue Kulturpolitik des Bundes 1998–2018. Berlin 2018, ISBN 978-3-947308-10-1.
- Gabriele Schulz, Olaf Zimmermann u. a.: Frauen in Kultur und Medien. Ein Überblick über aktuelle Tendenzen, Entwicklungen und Lösungsvorschläge. Deutscher Kulturrat, Berlin 2016, ISBN 978-3-934868-41-0.
- Gabriele Schulz, Olaf Zimmermann, Rainer Hufnagel: Arbeitsmarkt Kultur – Zur wirtschaftlichen und sozialen Lage in Kulturberufen. Berlin 2013, ISBN 978-3-934868-30-4.
- Deutscher Kulturrat (Hrsg.): Kulturelle Bildung: Aufgaben im Wandel. Berlin 2010, ISBN 978-3-934868-18-2.
- Deutscher Kulturrat (Hrsg.): Der WDR als Kulturakteur: Anspruch – Erwartung – Wirklichkeit. Berlin 2010, ISBN 978-3-934868-22-9.
- Olaf Zimmermann, Gabriele Schulz, Stefanie Ernst (Hrsg.): Zukunft Kulturwirtschaft – Zwischen Künstlertum und Kreativwirtschaft. Berlin 2009, ISBN 978-3-89861-939-4.
- Deutscher Kulturrat (Hrsg.): Kulturelle Bildung in der Bildungsreformdiskussion. Konzeption Kulturelle Bildung III. Berlin 2008, ISBN 3-934868-11-8.

Weitere Studien erscheinen in der Reihe Aus Politik & Kultur. Sie können von der Webseite des Deutschen Kulturrats als PDF heruntergeladen werden.

## AuszeichnungKulturgroschen
Der Verband zeichnet seit 1992 jährlich Persönlichkeiten oder Institute aus, die sich um die Kultur in Deutschland verdient gemacht haben. Der Kulturgroschen ist die höchste Auszeichnung, die der Deutsche Kulturrat für kulturpolitisches und kulturelles Engagement verleiht. Er wurde 2021 vom Deutschen Kulturpolitikpreis abgelöst, der 2021 erstmals verliehen wurde.
- 1992 Sieghardt von Köckritz, Abteilungsleiter Kultur im Bundesministerium des Innern
- 1993 Regine Hildebrandt, Ministerin für Arbeit und Soziales des Landes Brandenburg
- 1994 Colette Flesch, Generaldirektorin der Generaldirektion Kultur und Bildung der EU-Kommission
- 1995 3sat
- 1996 Ruhrfestspiele Recklinghausen
- 1997 Hannelore Jouly, Direktorin der Stadtbibliothek Stuttgart
- 1998 Klaus Maurice, Generalsekretär der Kulturstiftung der Länder
- 1999 Klaus Staeck, Künstler, Präsident der Akademie der Künste Berlin (seit April 2006)
- 2000 Rita Süssmuth, Bundestagspräsidentin a. D.
- 2001 Karl Ganser, Leiter der Internationalen Bauausstellung Emscher Park (Ganser nimmt den Kulturgroschen des Deutschen Kulturrates aus Protest gegen die Zerstörung des Industriedenkmals Vockerode nicht entgegen.)
- 2002 Bernhard Freiherr von Loeffelholz[20]
- 2003 William Forsythe, Direktor Ballett Frankfurt
- 2004 Johannes Rau, Bundespräsident a. D.[21]
- 2006 Daniel Barenboim, Generalmusikdirektor der Berliner Lindenoper[20]
- 2007 Fritz Pleitgen, ehemaliger Intendant des Westdeutschen Rundfunks
- 2008 Klaus-Dieter Lehmann, Leiter der Stiftung Preußischer Kulturbesitz (1999–2008) und Präsident des Goethe-Instituts (2008–2020)
- 2009 Edgar Reitz, Autor, Regisseur[20]
- 2010 Erich Loest, Schriftsteller[20]
- 2011 Wolfgang Huber, Theologe
- 2012 Ernst Elitz, ehemaliger Intendant des DeutschlandRadios[20]
- 2013 Wegen der Erkrankung des Preisträgers Bernd Neumann wurde die Verleihung auf 2014 verschoben.
- 2014 Bernd Neumann, Kulturpolitiker der CDU und ehemaliger Beauftragter der Bundesregierung für Kultur und Medien[22]
- 2015 Juli Zeh, Schriftstellerin[20]
- 2016 Wolfgang Thierse, ehemaliger Präsident und Vizepräsident des Deutschen Bundestages[23]
- 2017 Petra Roth[24]
- 2018 Norbert Lammert[25]
- 2019 Gerhart Rudolf Baum

## Deutscher Kulturpolitikpreis
Seit 2021 verleiht der Deutsche Kulturrat jährlich den Deutschen Kulturpolitikpreis, der den seit 1992 vergebenen Kulturgroschen ablöst. Er würdigt besondere kulturpolitische Verdienste in Deutschland.
Bisherige Preisträger sind:
- 2021: Josef Schuster
- 2022: Bénédicte Savoy
- 2023: Isabel Pfeiffer-Poensgen
- 2024: Hans Joachim Schellnhuber
- 2025: Monika Grütters

## Puk-Journalistenpreis
Die undotierte Auszeichnung wurde von 2004 bis 2012 jährlich von der Zeitung Politik und Kultur des Deutschen Kulturrates an Journalisten vergeben, die sich „für die allgemeinverständliche Vermittlung kulturpolitischer Themen“ verdient gemacht haben. Der Zeitraum der Veröffentlichung lag dabei jeweils auf dem 1. Oktober des Vorjahres bis zum 31. Oktober des Jahres der Preisverleihung.
- 2004/2005[27]
  - Birgit Walter, Berliner Zeitung
- 2005/2006[27],[28]
  - Heinrich Wefing, Frankfurter Allgemeine Zeitung
  - Die Redaktion der Sendung Radiofeuilleton von Deutschlandradio Kultur
  - Eduard Erne (Autor), Eva Hassel-von Pock (Redaktion) für die dreiteilige Sendung „Kunst-Hartz“ in KulturZeit auf 3sat
- 2007[27]
  - Wilfried Mommert, dpa
  - Tamara Tischendorf, Feuilletonredaktion der Frankfurter Allgemeinen Zeitung
- 2008[27]
  - Günter Beyer (freier Journalist) für den Hörfunkbeitrag „Narrenhände oder: die Zeichen an der Wand. Eine Sendung über Graffiti“.
  - Heribert Prantl (Süddeutsche Zeitung) für die Aufbereitung kulturpolitisch relevanter juristischer Sachverhalte, so dass sie einem breiteren Publikum zugänglich werden.
  - Carola Wedel (3sat/ZDF) für die Fernsehsendung „Raubgut und Beutekunst“ aus der Reihe „Die verlorenen Schätze der Museumsinsel“.
  - die Feuilletonredaktion des Hamburger Abendblatts für ihre kontinuierliche kulturpolitische Berichterstattung im eigenständigen Feuilleton einer Regionalzeitung
- 2009[27]
  - „Zündfunk“-Redaktion des Bayerischen Rundfunks (Radio).
  - Eckhard Fuhr von der Zeitung „Die Welt“
  - Stefan Koldehoff vom Deutschlandfunk
- 2010[29]
  - Martin Kotynek, Hans Leyendecker und Nicolas Richter, Süddeutsche Zeitung für ihre Aufdeckung des NDR-Drehbuchskandals
  - Ulrike Migdal, freie Hörfunkjournalistin für ihren Beitrag „Ich schicke Dir 155 Küsse und 398 Grüße“, der am 19. Mai 2009 von Deutschlandfunk gesendet wurde
  - Claudia und Günter Wallbrecht, freie Fernsehjournalisten für ihren NDR-Beitrag „Ich find, die singen da so komisch. Oper für Anfänger“. Dieser zeigt wie kulturelle Bildung jenseits von Event-Projekten in einem Theater vermittelt werden kann.
  - Feuilletonredaktion der Münchener Boulevardzeitung tz erhält eine Anerkennung der Jury für ihre Balladenreihe.
- 2011[30]
  - Entweder Broder – Die Deutschland-Safari (Hessischer Rundfunk)
  - Reinhard Baumgarten für seine Hörfunkfeature-Reihe Gesichter des Islam
  - Daniel Gräfe für seinen Artikel Was vom Osten übrig blieb – 20 Jahre Wiedervereinigung; eine persönliche Zeitreise durch ein unvollendetes Land
  - Peter Scharff für Schockbilder – Der Mann, der mit Werbung Politik macht
  - Redaktion KAKADU (Deutschlandradio Kultur)
  - Radio Corax
- 2012[31]
  - Christian Eger (Mitteldeutsche Zeitung)
  - Fredy Gareis für die Reportage Ein Picasso für Palästina, erschienen im ZEIT-Dossier
  - Birgit Schulz für die Reportage Halbmond über Köln, ausgestrahlt von WDR / ARTE